# Addicted To You
「Addicted To You」（アディクティド・トゥー・ユー）は、1999年11月10日にリリースされた、宇多田ヒカルの4枚目のシングル。

## 解説
プロデュースにジャム&ルイスを起用することで話題となった。Sony Red Hot キャンペーンソング。これ以前のシングルは8cm盤と12cm盤の2種類での発売となっていたが、そのせいでオリコンチャート1位を計3週逃していたため、本作以降のシングルは12cm盤のみでの発売となった。
「速報!歌の大辞テン」によれば、この曲のPVでエキストラが身につけているヘッドフォンはどこの製品なのかと問い合わせがあったという。しかしそれは撮影用の小道具であるため実在の製品ではない。
当時レコード会社の親会社（東芝）のライバル企業であるソニーのCMに出演することについては社内でも議論となり、最終的に英国のEMI本社にまで相談をしたとのこと。
ジャケット写真撮影はニューヨーク、雑誌等に掲載される宣伝写真撮影はロンドン、レコーディングはミネアポリス、PV撮影は香港で行われた。
UP-IN-HEAVEN MIXは『Distance』やコンピレーションアルバム『Utada Hikaru SINGLE COLLECTION VOL.1』に収録されたが、UNDERWATER MIXはアルバム未収録のままである。
2024年のオールタイム・ベストアルバム『SCIENCE FICTION』にはA・G・クックと共同プロデュースしたRe-Recordingが収録された。

## 音楽性とテーマ
タイトルは「君に病み付き」という感じでつけたのに、ある音楽番組の男性MCに「あなたに溺れる」と訳されたことにショックを受けた。
SONY RED HOTのCMで流れているのは2曲目の「UNDERWATER MIX」である。最初は「UNDERWATER MIX」が1曲目だったが、宇多田が「UP-IN-HEAVEN MIX」の方を「変に狙いすぎてないし、私のマニアックさが出ているミックス」と物凄く気に入り、「こちらを1曲目にしよう」と推薦した。
UNDERWATER MIXのルーツは「潜水夫が海の中で発するシグナル音・イントロの泡っぽい音・水の中で走っているような重たい雰囲気」からきている。
UNDERWATER MIXには同じくジャム&ルイスが手掛けるジャネット・ジャクソンの「それが愛というものだから」のリフが挿入されている、宇多田が22周年を記念して公開した自選プレイリストに寄せたコメントによるとジャム&ルイス側が曲の原型が出来上がった後に「ジャネットっぽい」と盛り上がって入れたとのこと。
UP-IN-HEAVEN MIXのルーツは「天国を思わせるハープがなり、どんどん上昇していく雰囲気」から取られた。明日までに印刷所に出さなきゃいけないという時に、ミックス名が決まらなかったがいざ決めると2分で両方思いついた。

## 録音
宇多田が無理を承知でオファーを出す形でジャム&ルイスに依頼した。2人からは「アーティスト本人を前に出すことが一番大切だから、僕らとやることを意識しないで欲しい。僕らはアーティストによって色は変わるし、ヒカルと僕らの色はどうなるかわからないけど、必ず独特なものになるはずだよ」と背中を押された。
音色制作・アレンジはミネアポリス郊外にあるの2人のスタジオで、最終的に行き着くだろうテーマも決めずにお互いのアイディアを参考に反応しながら、1週間かけて組み立てていった。歌入れは宇多田の主導で行われた。その間は寝る・食べる・作るだけの生活で宇多田は「自分のルーツが音楽でできていると再確認できた」と振り返っている。

## チャート成績
初回出荷枚数は130万枚。さらに発売日当日、発売元の東芝EMIに40万枚の追加注文があった。
初動売上はオリコンシングルチャートでは当時、「名もなき詩」（Mr.Children）に次ぐ日本歴代2位の記録で、自身のシングルでは「Automatic/time will tell」に次いで2番目に多い売上を記録している。
累計出荷枚数は201万枚。

## 収録曲
全作詞、作曲:宇多田ヒカル、全編曲ジミー・ジャム & テリー・ルイス
1. Addicted To You (UP-IN-HEAVEN MIX)(5:18)
2. Addicted To You (UNDERWATER MIX)(6:14)
3. Addicted To You (UP-IN-HEAVEN MIX)(Instrumental)(5:18)
4. Addicted To You (UNDERWATER MIX)(Instrumental)(6:14)

## 収録アルバム
Addicted To You (UP-IN-HEAVEN MIX)
- 『Distance』
- 『Utada Hikaru SINGLE COLLECTION VOL.1』

Addicted To You (Re-Recording)
- 『SCIENCE FICTION』